# 嘉義北回帰線標誌

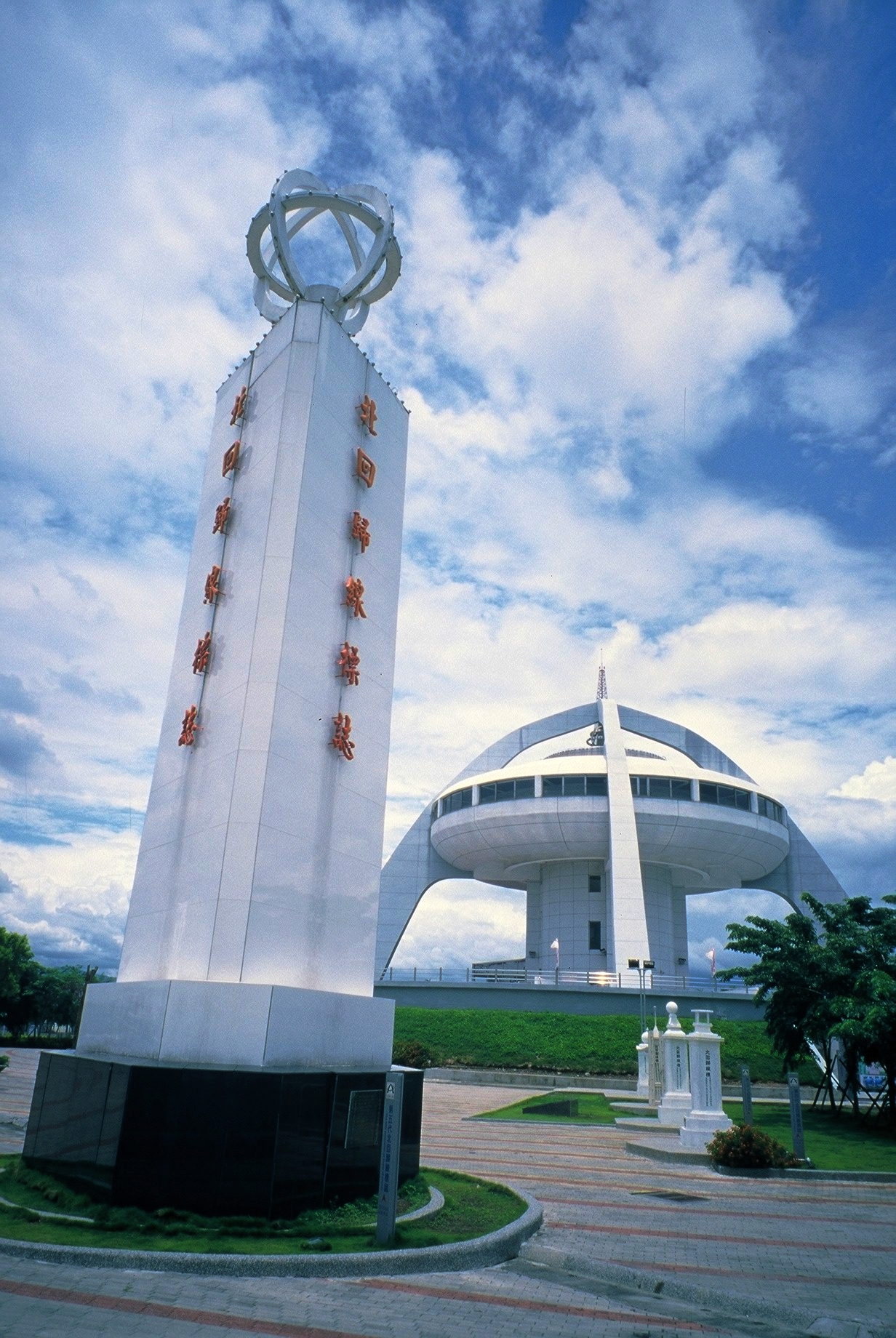
第5代（左）と第6代（右奥）の標誌
初代から第4代も中央付近に小さく写っている

嘉義北回帰線標誌（かぎ - きたかいきせんひょうし）は、台湾嘉義県水上郷下寮村鴿溪寮にある北回帰線の通過位置を示す記念碑。日本語で嘉義北回帰線標塔と表記されることもある。

## 概要
北回帰線は北緯23.44度（北緯23度26分）で夏至の時期に太陽が天頂に来る最も高緯度の緯線であり、台湾本島では嘉義県から花蓮県を横切っている。嘉義県には水上郷に1箇所、花蓮県には瑞穗郷（北回帰線標誌公園）と豊浜郷に1箇所ずつ、標誌（標塔）が建てられている。
初代の記念碑は、日本統治時代の1908年（明治41年）に縦貫線の全線開通記念として、北回帰線駅に隣接したこの地に「北回帰線標」として建てられた。その後、第2代（1917年）、昭和天皇が皇太子時代にこの地を行啓した時に改築を指示して造られた第3代（1923年）、頂部のみを新調した第4代（1934-1936年）、1941年12月17日の嘉義中埔地震で倒壊した後に千々岩助太郎が設計して再建された第5代（1942年）、現在最新の第6代（1995年）と新しい記念碑に更新されてきた。現在の嘉義北回帰線標誌は、第5代までの石柱状の記念碑ではなく、科学教育館として使われている「北回帰線太陽館」そのものである。

## 北回帰線太陽館の主な展示物
- タイタンII GLV ロケット
- マーキュリー宇宙船
- ジェミニ宇宙船
- アポロ司令船

## 近隣
- 北回帰線天文広場
- 北回帰線太陽館（現在の北回帰線標誌）
- 北回帰線駅（2002年廃止）
- 嘉義空港

## 台湾にある北回帰線に関する記念碑類
- 虎井嶼北回帰線追日大道 （澎湖県）
- 嘉義北回帰線標誌 （嘉義県）
- 瑞穗郷北回帰線標誌 （花蓮県）
- 豊浜郷北回帰線標誌 （花蓮県）

## アクセス
- 台鉄 嘉義駅より南西へ約4km
- 嘉義駅より嘉義客運バス 7205, 7206, 7209, 7229系統に乗車し北回帰線バス停下車 すぐ